# Fairchild Systems
Fairchild Systems était une entreprise des États-Unis du secteur de la défense qui fait maintenant partie de BAE Systems Electronics, Intelligence & Support. Descendant de Fairchild Camera and Instrument, le San Francisco Chronicle a décrit Fairchild Systems comme « l’un des noms légendaires de la Silicon Valley » et qu’à « la fin des années 1960, [ses] opérations dans la région de la baie de San Francisco ont été le terrain d’entraînement des ingénieurs qui ont ensuite fondé Intel et d’autres grandes sociétés de semi-conducteurs ».

## Historique
Fairchild Weston Systems a été acquise par Loral Corporation au milieu de 1989. Le groupe a été renommé « division Loral Fairchild Systems de Loral Corp ».
Le 22 avril 1996, Lockheed Martin a finalisé l’acquisition des activités d’électronique de défense et d’intégration de systèmes de Loral Corporation, qui comprenaient Fairchild, pour 9,1 milliards de dollars. La société est devenue Lockheed Fairchild Systems.
En 2000, Lockheed Martin a regroupé Fairchild avec Sanders Associates et Lockheed Martin Space Electronics & Communications sous la division Lockheed Martin Aerospace Electronic Systems. BAE Systems a accepté d’acquérir la division en juillet 2000 et a finalisé son acquisition le 27 novembre ,.